# Alphabets cariens

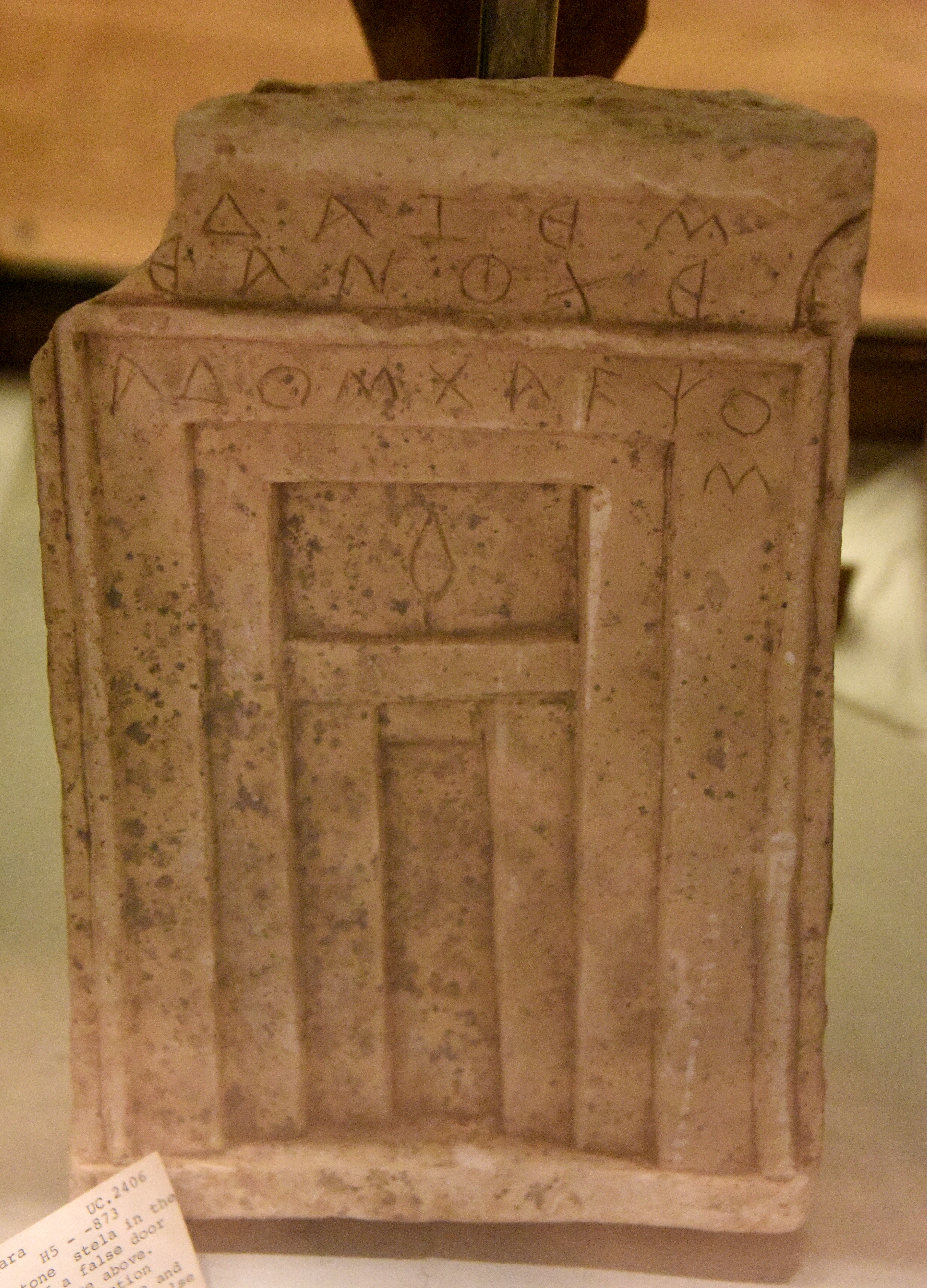
Stèle en calcaire figurant une fausse-porte avec des inscriptions cariennes. Basse Epoque, Saqqarah, H5-873, Egypte. Petrie Museum of Egyptian Archaeology, Londres

Les alphabets cariens sont un ensemble régional d'alphabets utilisées pour écrire la langue carienne de l'ouest de l'Anatolie. Ils sont constitués d'une trentaine de lettres, avec plusieurs variantes géographiques en Carie et une variante homogène attestée dans le delta du Nil,  où des mercenaires cariens combattaient pour les pharaons Égyptiens. Ils s'écrivaient de gauche à droite en Carie (en dehors de la ville de Tralleis) et de droite à gauche en Égypte. Le déchiffrement du carien, commencé par John Ray en 1981, a été effectué principalement au moyen d'inscriptions funéraires bilingues égypto–cariennes. Auparavant, seules quelques valeurs phonétiques et la nature alphabétique de l'écriture avaient été démontrées. Les lectures de Ray de ses successeurs ont été confirmées pour l'essentiel par une inscription bilingue carien-grec découverte à Kaunos en 1996, qui a permis pour la première fois de vérifier des noms de personnes. Cependant, l'identification de nombreuses lettres reste provisoire et débattue, et quelques-unes sont totalement inconnues.

## Les lettres
Il existe une gamme de variantes graphiques entre d'une ville de Carie à l'autre, dont certaines assez extrêmes pour correspondre à des caractères Unicode distincts. L'alphabet de Kaunos est présumé complet. Il y a peut-être d'autres lettres dans d'autres villes égyptiennes que Memphis, mais elles doivent être confirmées. Le tableau suivant contient les lettres avec leur valeurs identifiées dans les différentes villes :
| Hyllarima | Euromos | Mylasa | Stratonicea | Sinuri–Kildara | Kaunos | Iasos | Memphis | translitteration | origine grecque possible                                                              |
| --------- | ------- | ------ | ----------- | -------------- | ------ | ----- | ------- | ---------------- | ------------------------------------------------------------------------------------- |
| 𐊠         | 𐊠       | 𐊠      | 𐊠           | 𐊠              | 𐊠      | 𐊠 𐌀   | 𐊠       | a                | Α                                                                                     |
| 𐊡         |         | « ?    | 𐋉           |                | 𐋌 𐋍    | 𐋌?    | 𐋌       | β                | Pas une valeur grecque; peut-être une ligature du carien 𐊬𐊬. 𐊡 directement du Β grec. |
| 𐊢 (<)     | 𐊢 (Ϲ)   | 𐊢 (<)  | 𐊢 (Ϲ)       | 𐊢 (Ϲ)          | 𐊢 (Ϲ)  |       | 𐊢 (< Ϲ) | d                | Δ D                                                                                   |
| 𐊣         | 𐊣       | 𐊣      | 𐊣           | 𐊣              | 𐊣      | 𐊣     | 𐊣       | l                | Λ                                                                                     |
| 𐊤         | 𐊤       | 𐋐      | 𐊤           | 𐋈              | 𐊤      | 𐊤 𐋐?  | 𐊤 Ε     | y                | Pas une valeur grecque; peut-être un Ϝ modifié.                                       |
| 𐅝         | 𐅝       | 𐅝      | 𐅝           | 𐅝              | 𐊥      | 𐅝 𐊥   | 𐊥       | r                | Ρ                                                                                     |
| 𐋎         |         |        | 𐊦           | 𐊦              | 𐋏      | 𐊦     | 𐊦       | λ                | Pas une valeur grecque. 𐋎 d'un Λ diacrité, les autres no grecs                        |
| ʘ         | ʘ       | ʘ      | ʘ           | ʘ 𐊨?           | 𐊨      | 𐊨 ʘ   | 𐊨       | q                | Ϙ                                                                                     |
| Λ         | Λ       | Λ      |             | Λ 𐊬            | Γ      | Λ     | 𐊬 Λ     | b                | 𐅃                                                                                     |
| 𐊪         | 𐊪       | 𐊪      | 𐊪           | 𐊪 𝈋            | 𝈋      | 𐊪     | 𐊪 𝈋     | m                | 𐌌                                                                                     |
| 𐊫         | 𐊫       | 𐊫      | 𐊫           | 𐊫              | 𐊫      | 𐊫     | 𐊫       | o                | Ο                                                                                     |
| 𐊭         | 𐊭       | 𐊭      | 𐊭           | 𐊭              | 𐌓      | 𐊭     | 𐊭       | t                | Τ                                                                                     |
| 𐤭         | 𐤭       |        | 𐤭           | 𐤭 𐌓            | 𐊯      | 𐤭 𐤧 𐌃 | 𐊮 Ϸ     | š                | Pas une valeur grecque                                                                |
| 𐊰         | 𐊰       | 𐊰      | 𐊰           | 𐊰              | 𐊰      | 𐊰     | 𐊰       | s                | Ϻ                                                                                     |
|           |         |        | 𐊱           | 𐊱              | 𐊱      |       | 𐊱       | ?                |                                                                                       |
| 𐊲         | 𐊲       | 𐊲      | 𐊲           | 𐊲 V            | 𐊲      | 𐊲 V   | V 𐊲     | u                | Υ /u/                                                                                 |
| 𐊳         |         |        | 𐊳           | 𐊳              | 𐊳      |       |         | ñ                |                                                                                       |
|           | 𐊴       | 𐊴      | 𐊛           | 𐊴              | 𐊴      | 𐊴 𐊛   | 𐊴 𐊛     | k̂                | Pas une valeur grecque; peut-être une modification de Κ, Χ, ou 𐊨.                     |
| 𐊵         | 𐊵 𐊜     | 𐊵      | 𐊵           | 𐊵 𐊜            | 𐊵      | 𐊵     | 𐊜 𐊵     | n                | 𐌍                                                                                     |
| 𐊷         |         | 𐊷      | 𐊷           | 𐊷              | 𐊷      | 𐊷     | 𐊷       | p                | Β                                                                                     |
| 𐊸         | 𐊸       | 𐊸      | 𐊸           | 𐊸              | Θ      | 𐊸     | 𐊸 Θ     | ś                | Pas une valeur grecque, peut-être de Ͳ sampi?                                         |
| 𝈣         | 𐊹-      | ⊲-     | 𐊮-          | 𐤧-             | 𐊹      | 𐊹     | 𐊹       | i                | Ε, ΕΙ, ou 𐌇                                                                           |
| 𐋏         | 𐋏       | 𐋏      | 𐊺           | 𐊺              | 𐊺      | 𐊺     | 𐊺       | e                | Η, 𐌇                                                                                  |
| 𐊽         | 𐊼𐊽      | 𐊼      | 𐊽           | 𐊼              | 𐊼      | 𐊼     | 𐊼𐊽      | k                | Peut-être Ψ (localement /kʰ/) plutôt que Κ.                                           |
| 𐊾         | 𐊾       | 𐊾      | 𐊾           | 𐊾              | 𐊾      | 𐊾     | 𐊾       | δ                | Pas une valeur grecque; peut-être une ligature ΔΔ.                                    |
|           |         |        |             |                | 𐋁?     | 𐋁     | 𐋀       | γ ?              | Pas une valeur grecque                                                                |
| 𐋃         | 𐋃       | <>     | 𐋃           | 𐋃              | 𐋂      |       | 𐋂       | z                | Pas une valeur grecque?                                                               |
|           |         |        |             | 𐋄              | 𐋄      |       |         | ŋ ?              |                                                                                       |
|           |         |        |             |                |        |       | 𐊻       | ý                | Pas une valeur grecque, peut être une modification du 𐊺 carien ?                      |
|           |         |        |             |                |        |       | 𐊿 Ш     | w                | Ϝ /w/                                                                                 |
|           |         |        |             |                |        |       | 𐋅 𐊑     | j                | Peut-être lié au /j/ phrygien, 𝈿 ~ 𐌔                                                  |
|           |         |        |             | 𐋆              |        |       | ?       |                  |                                                                                       |
|           |         |        |             |                |        |       | 𐋉       | ŕ                | Utilisé en Égypte pour le ρρ grec.                                                    |
| 𐋇         |         |        |             |                | 𐊶?     |       | 𐋇       | τ                | Pas une valeur grecque; peut-être du Ͳ sampi grec?                                    |

## Origine
Les écritures cariennes, qui ont une origine commune, ont longtemps intrigué les chercheurs. La plupart des lettres ressemblent à des lettres de l'alphabet grec, mais leurs valeurs phonétiques sont généralement sans rapport avec les valeurs des lettres grecques. C'est rare dans les alphabets d'Asie Mineure, qui restent proches de l'alphabet grec, tant pour le son que la forme des lettres, à l'exception des phonèmes sans équivalent en grec. Cependant, les valeurs phonétiques du carien ne sont pas complètement déconnectées de celles du grec : le 𐊠 /a/ (Α grec), le 𐊫 /o/ (Ο grec), 𐊰 /s/ (Ϻ san grec), et le  𐊲/u/ (grec Υ) sont aussi près de grec que n'importe quel alphabet anatolien, et le 𐊷, qui ressemble au Β grec, a la valeur similaire /p/, qu'il partage le 𐤡 lydien, dérivé du grec.
Adiego (2007) suggère donc que l'écriture carienne originale serait dérivée de l'écriture cursive grecque, et qu'elle aurait plus tard été restructurée, peut-être pour les inscriptions monumentales, en imitant la forme des capitales grecques les plus proches graphiquement sans tenir compte de leurs valeurs phonétiques. Ainsi, un /t/, qui, dans sa forme cursive pourrait avoir eu une barre supérieure courbée, aurait été modelée sur le qoppa (Ϙ) grec plutôt que son ancêtre tau (Τ) pour devenir 𐊭. Le /m/ carien, dérivé du 𐌌 grec archaïque, aurait été simplifié et est donc plus proche graphiquement du Ν grec que du Μ quand il est devenu 𐊪. . En effet, de nombreuses variations régionales de lettres cariennes reproduisent des variantes grecques parallèles:  𐊥 et 𐅝 sont des variantes graphiques communes de digamma,  𐊨 𐊨 et ʘ de thêta,  𐊬 et Λ simultanément de gamma et lambda,  𐌓,𐊯 et 𐌃de rho, 𐊵 et 𐊜 de phi, 𐊴 et 𐊛 de chi, 𐊲 et  V de upsilon, et la variation 𐋏/𐊺 reproduit la variation Η/𐌇 de eta (voir ces articles.) Cela pourrait également expliquer pourquoi l'une des lettres les plus rares lettres, 𐊱, a la forme d'une des lettres grecques les plus courantes. Cependant, une telle écriture cursive proto-carienne n'est pas attestée, de sorte que ces étymologies sont spéculatives.
Chaque écriture a ensuite évolué séparément ; à Kaunos, par exemple, il semblerait que le 𐊮 /š/ et le 𐊭 /t/ aient évolué de manière à ressembler tous les deux au P latin, et ont ensuite été distingués par une ligne supplémentaire pour le premier:  𐌓 /t/, 𐊯  /š/.

## Déchiffrement
De nombreuses tentatives de déchiffrement des inscriptions cariennes ont été faites au cours du XXe siècle. Après la seconde guerre mondiale, la plupart des inscriptions cariennes connues ont été recueillies et publiées, ce qui a fourni de bonnes bases pour le déchiffrement.
Dans les années 1960, le chercheur russe Vitaly Chevorochkine a montré que les hypothèses précédentes selon lesquelles l'écriture était syllabique ou semisyllabique était fausses. Il a consacré de nombreuses années à cette étude, et utilisé une bonne méthodologie. Il a démontré que le carien était écrit alphabétiquement, mais il a peu avancé dans la compréhension de la langue. Il a supposé acquises les valeurs des lettres ressemblant à celles de l'alphabet grec, ce qui s'est avéré sans fondement.
D'autres chercheurs ont travaillé sur le carien : H. Stoltenberg, O. Masson, Yuri Otkoupchtchikov, P. Meriggi (1966), et R. Gusmani (1975), mais leur travail n'a pas été unanimement accepté.
Stoltenberg, comme Chevorochkine, et la plupart des autres, attribuait en général des valeurs grecques aux lettres cariennes.
En 1972, l'égyptologue K. Zauzich étudia des textes bilingues en carien et égyptien, fondant ce qui est désormais appelé l'approche égyptienne. Cette étape importante dans le déchiffrement conduisit à de bons résultats.
Cette méthode fut approfondie en 1975 par T. Kowalski, dans sa seule publication sur le sujet.
Travaillant indépendamment de Kowalski, l'égyptologue britannique John D. Ray obtint des résultats similaires (1981, 1983). Il utilisa des inscriptions bilingues égypto-cariennes précédemment négligées. Sa grande percée fut la lecture du nom du pharaon Psammétique en carien.
Les valeurs radicalement différentes attribuées par Rays aux lettres créèrent un scepticisme initial. Ignasi-Xavier Adiego et Diether Schürr, contribuèrent au projet à partir du début des années 1990. En 1993, Adiego publia un livre Studia Carica, proposant les valeurs phonétiques constituant ce qui est désormais connu sous le nom de « système Ray-Schürr-Adiego ». Ce système fait désormais l'objet d'un consensus. La découverte d'une nouvelle inscription bilingue gréco-carienne en 1996 à Kaunos confirma la validité de leur déchiffrement pour l'essentiel. Une inscription récemment (2021) trouvée à Euromos est en cours d'étude.

## Unicode
Le carien a été ajouté au standard Unicode en avril 2008 avec la sortie de la version 5.1.
Il est encodé dans le plan multilingue complémentaire (Plan 1), dans le bloc U+102A0 – U+102DF.
Ce bloc contient également des lettres supplémentaires pour des groupes consonantiques, après l'alphabet de base (qui inclut également des variantes de ces lettres).
𐊡𐋊𐋋𐋌𐋍 sont des variantes graphiques, comme 𐊤𐋈𐋐, 𐋎𐊦𐋏, 𐊺𐋏, 𐊼𐊽, 𐋂𐋃, 𐋁𐋀, et peut-être 𐋇𐊶.
| en fr   | 0 | 1 | 2 | 3 | 4 | 5 | 6 | 7 | 8 | 9 | A | B | C | D | E | F |
| ------- | - | - | - | - | - | - | - | - | - | - | - | - | - | - | - | - |
| U+102A0 | 𐊠 | 𐊡 | 𐊢 | 𐊣 | 𐊤 | 𐊥 | 𐊦 | 𐊧 | 𐊨 | 𐊩 | 𐊪 | 𐊫 | 𐊬 | 𐊭 | 𐊮 | 𐊯 |
| U+102B0 | 𐊰 | 𐊱 | 𐊲 | 𐊳 | 𐊴 | 𐊵 | 𐊶 | 𐊷 | 𐊸 | 𐊹 | 𐊺 | 𐊻 | 𐊼 | 𐊽 | 𐊾 | 𐊿 |
| U+102C0 | 𐋀 | 𐋁 | 𐋂 | 𐋃 | 𐋄 | 𐋅 | 𐋆 | 𐋇 | 𐋈 | 𐋉 | 𐋊 | 𐋋 | 𐋌 | 𐋍 | 𐋎 | 𐋏 |
| U+102D0 | 𐋐 |   |   |   |   |   |   |   |   |   |   |   |   |   |   |   |